# Hylarana albolabris
Hylarana albolabris е вид жаба от семейство Водни жаби (Ranidae). Видът не е застрашен от изчезване.

## Разпространение
Разпространен е в Ангола, Габон, Гана, Гвинея, Демократична република Конго, Екваториална Гвинея, Камерун, Кения, Кот д'Ивоар, Либерия, Нигерия, Сиера Леоне, Танзания, Того, Уганда и Централноафриканска република.